# Emra Tahirović
Emra Tahirović (Sarajevo, 31 luglio 1987) è un calciatore svedese, di ruolo attaccante.

## Carriera

### Club
Nato a Sarajevo, a 6 anni scappa con la sua famiglia in Svezia a Örebro a causa della guerra ed è anche costretto a cambiare il cognome in Tahiri, visto il divieto di espatrio posto dal governo serbo alle persone con cognome terminante in vić, solo dopo essere arrivati in Svezia, hanno riassunto il cognome Tahirović. Inizia a giocare a calcio per l'IK Sturehov, club locale, e all'età di 14 anni passa all'Örebro ma, non essendo riuscito a conquistare un posto nell'11 titolare lascia il club, passando nell'Halmstad nel 2006. Dopo aver firmato per l'HBK effettua dei provini nello Zurigo, suo futuro club, e nel Werder Brema, anche se decide di rimanere ad Allsvenskan per crescere ulteriormente prima di passare ad un grande club europeo, a differenza dell'amico Martin Bengtsson, che tenta di suicidarsi dopo aver passato qualche mese nelle giovanili dell'Inter. Nell'HBK ha qualche chance per mettersi in vista, giocando qualche match come sostituto.
Nel 2007 attira l'attenzione del Lille, club del campionato di calcio francese, che lo acquista per 15 milioni di Corone svedesi, circa 1,6 milioni di euro. Avendo difficoltà nel giocare nella squadra francese, viene dato in prestito allo Zurigo, squadra svizzera di Super League nel gennaio 2008 fino al termine della stagione.
Al termine della stagione 2007/08 viene acquistato a titolo definitivo dalla squadra svizzera, con un contratto fino al 2012.
Nell'estate del 2009 viene ceduto in prestito all'Örebro. Dal 1º luglio 2013 si è accordato con il FC Wil, squadra di seconda divisione svizzera.